# Sven Johan Enander
Sven Johan Enander (ursprungligen Andersson) född 29 december 1847 i Torsås församling, Kalmar län, död 16 december 1928 i Victoria, Kanada, var en svensk präst och riksdagsman samt amatörbotaniker.

## Biografi
Enander studerade teologi vid Uppsala universitet, prästvigdes 1883, och blev 1889 kyrkoherde i Lillhärdals församling i Härjedalen. Där deltog han i nykterhetsarbetet, engagerade sig för socknens läkarvård och sundhetsåtgärder samt befrämjade missionsintresset, skolväsendet och barnavården. Enander var ledamot av riksdagens andra kammare 1903–1908 (invald i Härjedalens domsagas valkrets), och verkade särskilt för Svegbanans tillkomst. 
Sedan 1884 idkade han botaniska forskningar om videsläktet (Salix) inom och utom Sverige, och utgav det kritiskt anlagda exsickatverket Salices scandinavica (I-II 1905, III 1910). Till Linnéfesten i Uppsala 1907 skrev han Studier öfver Salices i Linnés herbarium (i ärkebiskop Ekmans "Inbjudning till teologie doktorspromotionen"). Jämte flera forskningsresor inom Skandinavien företog Enander även många sådana i utlandet, till Ryssland, Sibirien och Nordamerika och Novaja Zemlja 1911 och 1912, Japan 1913, Grönland 1921, och en mängd europeiska trädgårdar. Vid Lillhärdals prästgård odlade han pilarter i stort antal från sina långväga färder, och till Uppsala botaniska trädgård och Bergianska trädgården donerade han medel för odling av Salix-arter. 
Han fick hedersnamnet "Salixkungen" för sina insatser inom botaniken.

## Utmärkelser
- 1918 – filosofie hedersdoktor vid Lunds universitet  (vid universitetets 250-årsjubileum)
- 1921 – Vetenskapsakademiens äldre guldmedalj över Linné
- 1923 – hedersledamot vid Norrlands nation i Uppsala [8]
- 1930 – minnessten i Lillhärdal rest av Vetenskapsakademien [9]